# Angels Fall First
Angels Fall First, Nightwishs första album, släpptes 1997 under hårdrocks-skivbolaget Spinefarm Records. 2001 släpptes albumet även i USA av Century Media.

## Låtar på albumet
1. "Elvenpath"
2. "Beauty And The Beast"
3. "The Carpenter"
4. "Astral Romance"
5. "Angels Fall First"
6. "Tutankhamen"
7. "Nymphomaniac Fantasia"
8. "Know Why The Nightingale Sings"
9. "Lappi (Lappland)"
10. "A Return To The Sea" (finns med på nyutgåvan)

## Singel
- The Carpenter